# Воронуса
Воро́нуса — река в Брянской области России. Левый приток реки Ипуть.
Протекает по территории Мглинского района Брянской области. Исток реки — в 1 км южнее поселка Вьюнище. Устье — напротив села Нивное Суражского района. Длина реки — около 60 км. Служит южной границей Государственного природного заказника федерального значения «Клетнянский», входящего в состав заповедника «Брянский лес».
Низовье Воронусы является местом остановки пролётных водоплавающих птиц — гусей (Anser sp.) и уток (Anas sp., Aythya sp.).
Также в низовьях реки на территории заказника «Клетнянский» гнездятся такие глобально редкие виды, как коростель (Crex crex), дупель и большой веретенник (Limosa limosa), из регионально редких или охраняемых видов — лебедь-шипун (Cygnus olor), луговой лунь (Circus pygargus), травник (Tringa totanus), поручейник (Tringa stagnatilis), серый сорокопут (Lanius excubitor) и др. Регулярно встречаются на кормежке большая белая цапля (Egretta alba), чёрный и белый аисты (Ciconia nigra и C. ciconia).
Около хутора Клинок на левом берегу Воронусы находятся курганные группы радимичских захоронений.